# Torquigener brevipinnis
Torquigener brevipinnis és una espècie de peix de la família dels tetraodòntids i de l'ordre dels tetraodontiformes.

## Morfologia
- Els mascles poden assolir 10 cm de longitud total.[1][2]

## Hàbitat
És un peix marí, de clima subtropical i demersal que viu entre 20-100 m de fondària.

## Distribució geogràfica
Es troba a Indonèsia, el nord-oest d'Austràlia, Papua Nova Guinea, el Japó i Nova Caledònia.

## Observacions
És verinós per als humans.